# Michael Phillip Anderson
Michael Phillip Anderson dr. (Plattsburgh, New York, 1959. december 25. – Texas, 2003. február 1.) amerikai űrhajós, alezredes. A Columbia-katasztrófa során vesztette életét.

## Életpálya
1981-ben az University of Washington keretében fizikából/csillagászatból szerzett diplomát. Az USAF hadnagyaként egyéves műszaki kiképzésben részesült a Keesler Air Force Base (Mississippi) keretében. 1986-ban pilóta kiképzésben részesült. Szolgálati repülőgépe a KC–135 volt. 1990-ben a Creighton Egyetemen fizikai ismeretekből doktorált (PhD.). Az Amerikai Egyesült Államok Haditengerészetének (USAF) tisztje. 1991-1992 között repülőgépének parancsnoka, oktató pilóta. 1992-1995 között oktató pilóta és taktika tiszt. Több mint 3000 órát töltött a levegőben.
1994. december 9-től a Lyndon B. Johnson Űrközpontban részesült űrhajóskiképzésben. Két űrszolgálata alatt összesen 24 napot, 18 órát és 8 percet (594 óra) töltött a világűrben. 2003. február 1-jén hunyt el.

## Űrrepülések
- STS–89 az Endeavour űrrepülőgép 12. repülésének küldetésfelelőse. A nyolcadik Shuttle–Mir dokkolással több mint 9000 kilogramm tudományos felszerelést, logisztikai hardvert és vizet is szállított. Az előírt repülési, tudományos és kísérleti program felelőse. Első űrszolgálata alatt összesen 8 napot, 19 órát és 48 percet (211 óra) töltött a világűrben. 5 800 000 kilométert (3 600 000 mérföldet) repült, 138 kerülte meg a Földet
- STS–107, a Columbia űrrepülőgép 28. repülésének küldetésfelelőse. A SpaceHab mikrogravitációs laboratóriumban a legénység 12 órás váltásokban végezte az előírt programokat. Szolgálati idejük alatt több mint 80 kutatási, kísérleti feladatot végeztek, vagy a zárt folyamatot ellenőrizték. Második űrszolgálata alatt összesen 15 napot, 22 órát és 20 percet (382 óra) töltött a világűrben. 10 670 000 kilométert (6 600 000 mérföldet) repült, 255 kerülte meg a Földet.